# مارغريت غووينج
مارغريت غووينج (بالإنجليزية: Margaret Gowing)‏ كانت عضو في رتبة الإمبراطورية البريطانية وفي الأكاديمية البريطانية (26 أبريل 1921 - 7 نوفمبر 1998) كانت مؤرخة إنجليزية.